# Taringa armata
Taringa armata là một loài sên biển mang trần thuộc nhánh Doridacea, là động vật thân mềm chân bụng mang sau không vỏ sống ở biển trong họ Discodorididae.